# Parafia Matki Boskiej Nieustającej Pomocy w Skadli
Parafia Świętych Apostołów Piotra i Pawła – parafia Kościoła Polskokatolickiego w RP w Skadli, położona w dekanacie kieleckim diecezji krakowsko-częstochowskiej. Msze św. sprawowane są w niedzielę o godzinie 11:00.

## Historia
Parafia polskokatolicka w Skadli powstała, gdy parafianie rzymskokatoliccy wzburzeni wysokimi opłatami kościelnymi postanowili przejść pod jurysdykcję Polskiego Narodowego Kościoła Katolickiego. Dnia 1 grudnia 1962 do kurii krakowskiej Kościoła Polskokatolickiego wierni złożyli podanie o erygowanie parafii w ich miejscowości. 2 grudnia 1962 odprawiono we wsi pierwszą Mszę św. w obrządku polskokatolickim. Nową parafię erygowano jeszcze w 1962. Pierwszym proboszczem parafii został ks. Jan Jeleń. W 1965 na kanwie wydarzeń religijnych we wsi nakręcono film „Święta wojna” w reż. Tadeusza Jaworskiego.